# Felix Borchardt
Pour les articles homonymes, voir Borchardt.
Felix Borchardt (1857-1936) est un artiste peintre allemand, ayant vécu une partie de sa vie en France et marqué par le courant postimpressionniste.

## Biographie
Né le 7 mars 1857 à Berlin, Felix est le fils de Siegfried Borchardt (de) (1815–1880), banquier et diplomate, et de Betty Hélène Saling (1824–1899). Il est le dernier d'une fratrie de trois autres garçons : Max (1844–1916), qui fut banquier, Oscar (1845–1917), juriste, et Franz (1846–1925), également banquier. Les Borchardt-Saling sont en partie d'origine juive mais assimilés comme la plupart des grandes familles de la haute-bourgeoisie berlinoise.
En revanche, il ne faut pas le confondre avec Hans Borchardt (1867-1917), un artiste peintre munichois.
Felix Borchardt entre à l'Académie des arts de Berlin dans la classe de Max Michael (1823-1891) qui ne semble pas l'avoir marqué. Puis le jeune homme, apprenant la mort de son père et devenant en quelque sorte rentier, part explorer une grande partie de l'Europe (Pays-Bas, Espagne, Grèce) et la Méditerranée (Turquie, Maroc, Égypte). De 1887 à 1892, il réside à Naples. Puis de 1892 à 1899, il est à Dresde, période durant laquelle il épouse Elizabeth de Bosse, issue d'une famille huguenote. Le couple a une fille en 1894, qui sera connue plus tard sous le nom d'écrivain d'Elisabeth Castonnier (décédée en 1975) et dont la correspondance a été publiée, évoquant le souvenir de son père.
Borchardt avait commencé sa carrière comme copiste et avait fait de brefs séjours à Paris dans les années 1880 où il a fréquenté l'Académie Colarossi, puis jusqu'en 1895, il a peint sous l'influence des maîtres anciens et des peintures de genre à la manière d'un Franz von Lenbach. En 1896, influencé par les courants suédois modernes et les impressionnistes français, il change radicalement de style. Sa palette s'élargit, il travaille les ciels, les contrastes. En 1897, il devient membre de la Première Sécession dresdoise (de).
Il ne semble trouver la reconnaissance du public qu'en décidant de vivre à Paris à partir de 1899 : toute la famille s'installe au 53 rue des Belles-Feuilles (16e). Cette adresse devient rapidement un salon à la mode où se croisent des artistes, des musiciens et des journalistes tels que le compositeur Paolo Tosti, le peintre Enrico Brancaccio, les critiques d'art John Grand-Carteret et Gabriel Mourey, l'historien d'art et patron de la Maison moderne Julius Meier-Graefe, le rédacteur en chef du Berliner Tageblatt Theodor Wolff, le philosophe Max Nordau et bien d'autres.
Le succès ne tarde pas : en 1904, ce sont trois toiles de grand format qui sont présentées au Salon d'automne, à savoir L'Arbre rouge, un paysage, Le Curé, un portrait, et Les Ombres, une marine exécutée à Villers-sur-Mer. C'est également cette année-là que l'État français lui achète un grand portrait, celui d'Hans von Oelschlaeger (1903), actuellement au musée d'Orsay. Il expose ensuite régulièrement à Paris aux différents salons jusqu'en 1913. Borchardt a également exposé à la Société Nationale des Beaux-Arts en 1902.
En 1905, le Figaro illustré lui passe commande d'une galerie de portraits devant figurer les différents souverains d'Europe : de ses propres mots, celui du kaiser Guillaume II n'est pas très réussi...
En 1908, l’architecte Charles Plumet réalise pour lui un hôtel particulier au no 21 la rue Octave-Feuillet à Paris (16e).
La guerre met un terme à cette ascension, de même que la crise financière qui en découle, laquelle ruine totalement sa famille. En 1927, c'est un artiste oublié et le dernier de sa fratrie qui publie son autobiographie dans laquelle il revient sur ses voyages et ses amitiés ; il meurt à Berlin en février 1936.
En 2011, Dagmar Frings et Jörg Kuhn publient en Allemagne un essai biographique qui retrace l'histoire de cette famille berlinoise.

Quelques toiles de Felix Borchardt
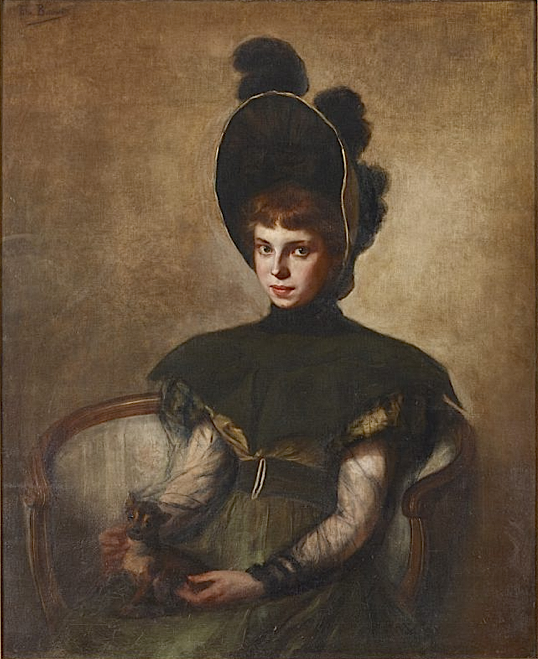
Femme au chapeau vert (1907)
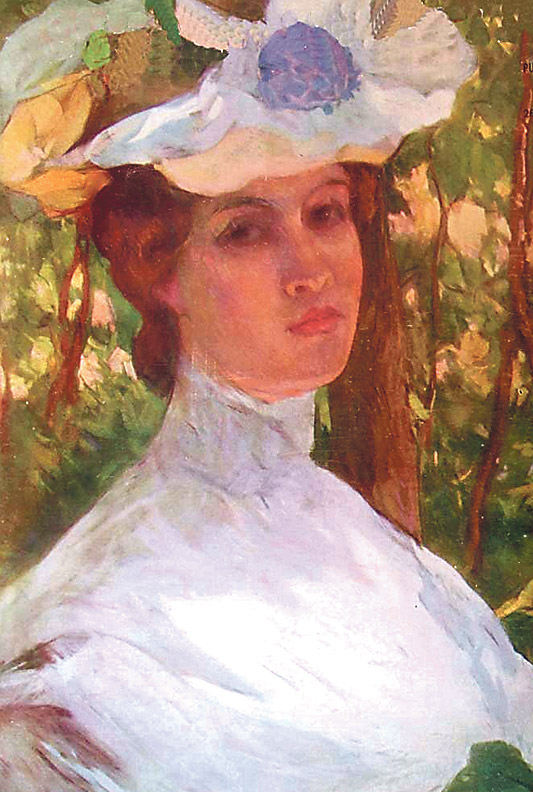
Portrait de femme (s.d.)
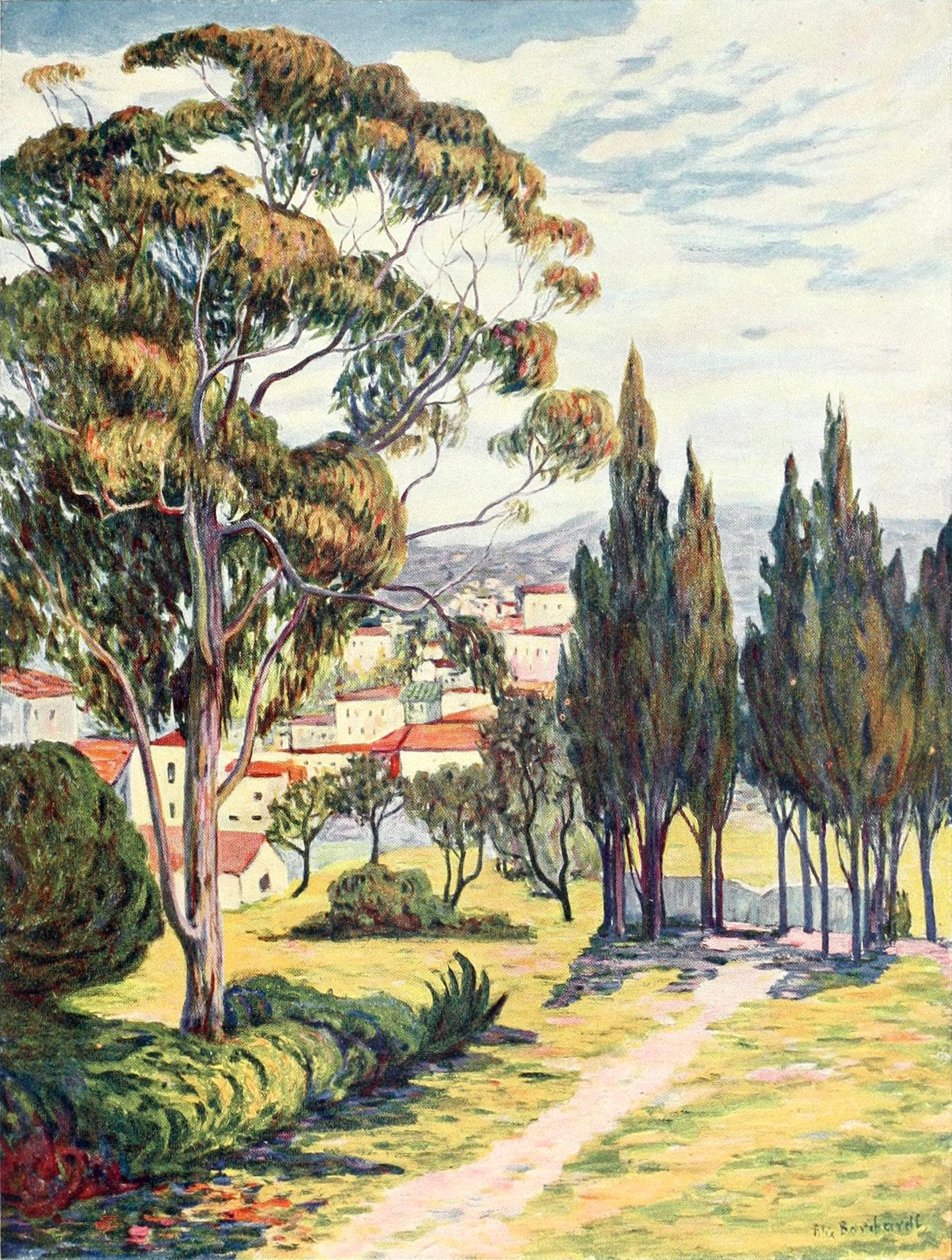
Les environs de Nice (s.d.)